# John Joe Dykes
John Joe Dykes, né le 22 octobre 1898 à Sligo et mort le 25 juin 1976 dans la même ville, est un footballeur international irlandais. Jouant au poste de défenseur, il fait partie de la toute première équipe nationale irlandaise créée après l'indépendance du pays et dispute les Jeux olympiques d'été de 1924 à Paris. Il compte trois sélections.

## Carrière
Né à Sligo, John Joe Dykes est licencié à l'Athlone Town Football Club en 1924. Lors de cette saison, il remporte avec ses coéquipiers la Coupe d'Irlande en battant en finale 1-0 le Fordsons Football Club.
Cette victoire lui permet d'être sélectionné parmi vingt-deux joueurs pour représente le nouvel été irlandais. Il participe aux Jeux olympiques d'été de 1924 à Paris au mois de juin. Titulaire en défense, il dispute deux rencontres lors de la compétition. Au premier tour les irlandais s'imposent 1-0 contre la Bulgarie. C'est le premier match officiel de l'histoire de l'équipe nationale irlandaise. Il est aussi en défense pour le quart de finale contre les Pays-Bas. Les néerlandais s'imposent 2-1 après prolongations. Le lendemain de leur défaite, l'équipe irlandaise dispute un match amical contre l'Estonie remporté 1-0. Ce sont les trois seules sélections de Dykes.
Il faut attendre cent ans pour qu'en juin 1924 pour la fédération irlandaise reconnaisse ces trois matchs comme pleinement représentatifs de l'équipe nationale,.

## Palmarès
- Vainqueur de la Coupe d'Irlande de football 1923-1924